# Exocet atlantique
Espèce
L'Exocet atlantique (Cheilopogon melanurus) est un poisson volant de la famille des Exocoetidae. Il a d'abord été décrit par le zoologiste français Achille Valenciennes dans un ouvrage en 22 volumes intitulé Histoire naturelle des poissons, écrit en collaboration avec un autre zoologiste, Georges Cuvier.

## Description

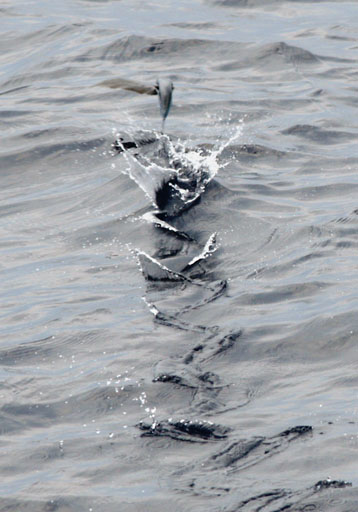
Le mouvement dans l'eau que crée l'exocet atlantique avec sa queue est un signe distinctif.

Comme beaucoup d'autres poissons-volants, l'Exocet atlantique a un corps cylindrique, une grande queue et de grandes nageoires pectorales qu'il utilise pour le vol. Pour voler, l'Exocet atlantique saute hors de l'eau et utilise ses nageoires pectorales pour attraper des courants d'air et se maintenir à la surface, tandis que les battements de sa queue d'avant en arrière permettent la poussée. Le plus grand spécimen recensé mesurait 32 cm de long, mais la plupart des adultes mesurent environ 25 cm de long. L'Exocet atlantique est généralement de couleur verte à  bleue sur le dos et blanc ou argenté sur le ventre. Après avoir atteint une vitesse de 30 km/h:124, l'Exocet atlantique peut sauter hors de l'eau et y glisser sur 3 à 12 m:32. Cela lui permet sans doute d'éviter les prédateurs marins.

## Distribution et habitat
Comme son nom l'indique, l'Exocet atlantique vit uniquement de la zone pélagique à la zone néritique dans l'océan Atlantique. Dans l'Atlantique ouest, il est connu pour vivre dans les eaux du Gulf Stream du Massachusetts au sud au Brésil. On le trouve dans la Mer des Caraïbes et partout dans les Antilles, tandis que dans le nord, il vit au large de la côte du Canada. Au large de l'Afrique, l'Exocet atlantique peut être observé du Sénégal au Libéria, et il a été signalé au large de São Tomé et Príncipe. On le trouve généralement dans les eaux de surface et près de la rive, où il peut être la proie de plusieurs espèces de grands poissons et d'oiseaux de mer, comme le Thazard noir et la Sterne Fuligineuse. Les jeunes de 15 centimètres de long ont des nageoires pectorales transparentes et sont souvent vus nageant dans les ports ou les baies:124.

## Galerie

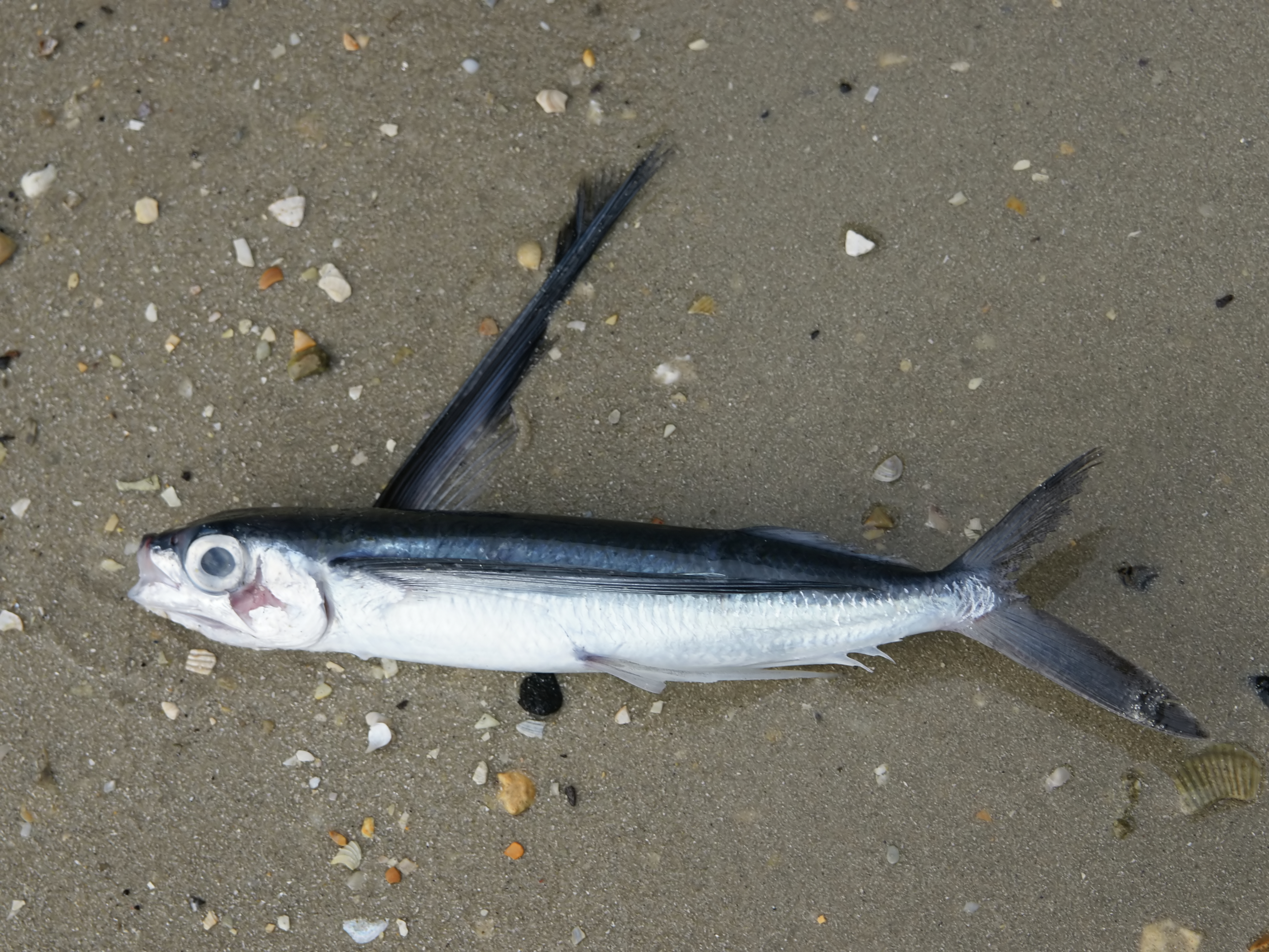
Exocet atlantique échoué sur une plage de Fort Pierce, en Floride.
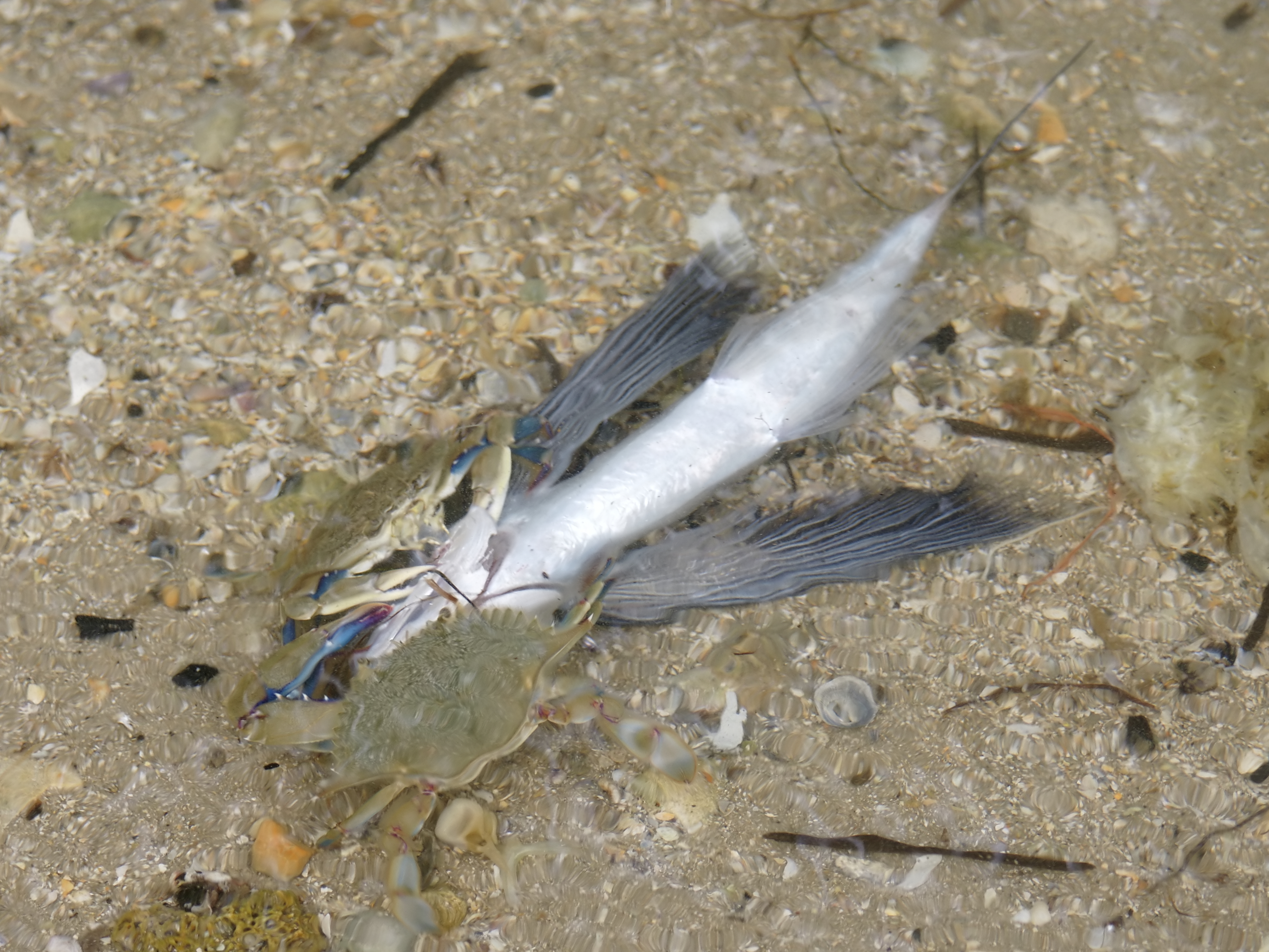
Exocet atlantique échoué sur une plage et en train d'être mangé par un Crabe bleu.